# Lisa Palfrey
Lisa Palfrey (Gales, Reino Unido, 9 de febrero de 1967) es una actriz galesa. Es conocida por interpretar los papeles de Gwenny en House of America (1997), Mrs Nice en Guest House Paradiso (1999), Maureen en Pride (2014), Mrs Dai Bread 1 en Under Milk Wood (2015), Cynthia en la serie de televisión original de Netflix Sex Education y Eleanor James en la serie de televisión original de Sky One COBRA.

## Primeros años
Palfrey nació en Gales el 9 de febrero de 1967. Su madre es la actriz y autora Eiry Palfrey. Asistió a Ysgol Garth Olwg, una escuela secundaria en idioma galés cerca de Pontyclun.

## Carrera
Palfrey comenzó a actuar a la edad de 20 años cuando interpretó el papel de una niña de 15 años, Jane Sanderson, en la serie de televisión de la BBC One The District Nurse. Su primer papel importante fue en la película El inglés que subió una colina pero bajó una montaña. Más tarde, protagonizó la película de culto House of America, y apareció como Melanie Collier en la serie de televisión de drama médico Casualty, así como como la inspectora Tracey McAndrew en la tercera temporada de la serie de televisión procedimental policial Line of Duty. Interpretó el papel de Rhiannedd Frost en la telenovela galesa Pobol y Cwm.
Palfrey ha actuado en varias obras, incluida la producción original de Festen de David Eldridge,The Iceman Cometh,Under The Blue Sky, y The Kitchen Sink de Tom Wells.
En 2019, Palfrey interpretó el personaje de Cynthia en la serie original de Netflix Sex Education, y, en 2020, representó a la ministra de gobierno Eleanor James en la serie de televisión de drama original de Sky One COBRA, escrita por Ben Richards y protagonizada por Robert Carlyle como primer ministro británico Robert Sutherland. Palfrey interpretó el papel de Pam Green en el drama Chloe de la BBC en 2022. En 2023, rodó el largometraje televisivo de la BBC Men Up, sobre los primeros ensayos clínicos del fármaco Viagra que tuvieron lugar en Swansea en 1994.

## Vida personal
Palfrey tiene una hija, Lowri Palfrey, que también es actriz.

## Filmografía

### Cine
| Año  | Título                                               | Rol             | Notas      |
| ---- | ---------------------------------------------------- | --------------- | ---------- |
| 1995 | El inglés que subió una colina pero bajó una montaña | Blod Jones      |            |
| 1997 | House of America                                     | Gwenny          |            |
| 1997 | The Deadness of Dad                                  | Mam             | Corto      |
| 1999 | Guest House Paradiso                                 | Mrs Nice        |            |
| 1999 | Oh Little Town of Bethlehem                          | Michelle        | Corto      |
| 2000 | Maybe Baby                                           | Jan             |            |
| 2003 | Y Mabinogi                                           | Arianrhod       | Voz        |
| 2008 | Poncho Mamgu                                         | Nel             | Documental |
| 2011 | 360                                                  | Psicóloga       |            |
| 2014 | Pride                                                | Maureen         |            |
| 2015 | Under Milk Wood                                      | Mrs Dai Bread 1 |            |
| 2015 | Visiting Mr Keats                                    | Professor Bell  | Corto      |
| 2018 | National Theatre Live: Cat on a Hot Tin Roof         | Big Mama        |            |
| 2019 | Make Up                                              | Shirley         |            |
| 2021 | The Feast                                            | Mair Bowen      |            |
| 2022 | Prey for the Devil                                   | Sister Euphemia |            |

### Televisión
| Año       | Título                         | Rol                       | Notas                              |
| --------- | ------------------------------ | ------------------------- | ---------------------------------- |
| 1987      | The District Nurse             | Jane Sanderson            | Episodio: "A Flick of the Coin"    |
| 1993      | Thicker Than Water             | Young Mother              | Película de televisión             |
| 1996      | Lord of Misrule                | Amy Clarke                | Película de televisión             |
| 1997      | Soldier Soldier                | Pte Diane Saltmarsh       | Episodio: "Fit to Explode"         |
| 1997      | The Investigator               | Sgt Kathy Bartlett        | Película de televisión             |
| 1999      | Split Second                   | Christine Montgomery      | Película de televisión             |
| 2001      | Mind Games                     | DC Rebecca Longton        | Película de televisión             |
| 2001      | The Bench                      | Jules Bowen               | Episodios: S01 E01, S01 E03        |
| 2002      | Outside the Rules              | Lola Davies               | Serie de televisión                |
| 2002      | Green-Eyed Monster             | DC Karen Carter           | Película de televisión             |
| 2002      | Casualty                       | Melanie Collier           | 8 episodios                        |
| 2003      | High Hopes                     | Dominique                 | Episodio: "Pretty Woman"           |
| 2004      | The Bill                       | Fee Paterson              | Episodio: "187: Shaken"            |
| 2004      | The Inspector Lynley Mysteries | Lizzie Shakespeare        | Episodio: "If Wishes Were Horses"  |
| 2006–2007 | Pobol y Cwm                    | Rhiannedd Frost           | Serie de televisión galesa         |
| 2010      | Pen Talar                      | Doctor                    | Episodio: "Part 8"                 |
| 2013      | Family Tree                    | Luba Chadwick             | Rol recurrente, 4 episodios        |
| 2015      | The Bastard Executioner        | Nia's mother              | Episodio: "Effigy/Ddelw"           |
| 2016      | Line of Duty                   | Inspector Tracey McAndrew | 3 episodios                        |
| 2016      | Aberfan: The Green Hollow      | Edna                      | Película de televisión, documental |
| 2016      | Hinterland                     | Sioned Jones              | Episodio: "Aftermath"              |
| 2019–2020 | Sex Education                  | Cynthia                   | Rol principal                      |
| 2019      | Wild Bill                      | Audrey Merrick            | Episodio: "Bad Blood in the Soil"  |
| 2020      | COBRA                          | Eleanor James             | Rol principal                      |
| 2021      | Intergalactic                  | Zeeda                     | Episodios: S01 E02, S01 E02        |
| 2023      | Men Up                         | Teresa Rigby              | Película de televisión             |

### Videojuegos
- Doctor Who: El ataque de Graske (2005), como Mamá